# Enoplus brevis
Enoplus brevis är en rundmaskart som beskrevs av Bastian 1865. Enoplus brevis ingår i släktet Enoplus och familjen Enoplidae. Arten är reproducerande i Sverige. Inga underarter finns listade i Catalogue of Life.